# 弗曼 (阿拉巴馬州)
弗曼（英語：Furman）是位於美國阿拉巴馬州威爾科克斯縣的一個非建制地區。該地的面積和人口皆未知。

## 地理
弗曼的座標為32°00′25″N 86°58′01″W / 32.00694°N 86.96694°W，而該地的平均海拔高度為89米（即292英尺）。